# Parafia Matki Bożej Wspomożenia Wiernych w Tapinie
Parafia Matki Bożej Wspomożenia Wiernych w Tapinie − parafia rzymskokatolicka znajdująca się w archidiecezji przemyskiej w dekanacie Pruchnik.

## Historia
W 1906 roku Maria z Kellermanów Drohojowska ufundowała ochronkę w Tapinie dla sióstr Służebniczek Starowiejskich - ofiarowała dom i zapisała połowę wsi. 21 października 1884 roku przybyły pierwsze siostry, które zajęły się dziećmi oraz chorymi w Tapinie i okolicy. Siostry również czasie zimowym uczyły starsze dzieci.
W 1890 roku zbudowano nowy dom zakonny z kaplicą półpubliczną i salą szkolną. 4 listopada 1902 roku kaplica została poświęcona pw. św. Józefa. Dopiero w 1909 roku siostry objęły zapisany majątek. W 1910 roku Rada Szkolna Okręgowa szkołę w ochronce, przekształciła w szkołę ludową, w której nauczycielkami miały być tylko siostry służebniczki. W latach 1942–1944 w ochronce ukrywał się ks. Mieczysław Lisiński. W 1948 roku, gdy kierowniczka s. Paulina Wójcik przeszła na emeryturę, szkoła została przejęta przez władze oświatowe. Po wybudowaniu nowej szkoły, w 1975 roku sala szkolna w ochronce została zaadaptowana na mieszkanie dla księdza kapelana oraz powiększenie kaplicy.
W 1996 roku został zbudowany kościół filialny. Następnie przy kościele utworzono rektorat. W latach 2003–2004 rektorem był ks. Grzegorz Garbacz. Parafia została erygowana z wydzielonego terytorium parafii Rokietnica.
Kapelanami przy kaplicy byli m.in.: ks. Klemens Dubiel, ks. Stanisław Śmigiel, ks. Antoni Zawisza (od 1966).
Na terenie parafii jest 494 wiernych.